# Proud
Chansons représentant la Macédoine du Nord au Concours Eurovision de la chanson
Lost and Found
(2018) You
(2020)
Proud (« Fière ») est une chanson interprétée par Tamara Todevska ayant été sélectionnée pour représenter la Macédoine du Nord au Concours Eurovision de la chanson 2019 à Tel-Aviv en Israël.

## À l'Eurovision
La chanson Proud représentera la Macédoine du Nord au Concours Eurovision de la chanson 2019, après que celle-ci et son interprète Tamara Todevska ont été sélectionnées en interne.